# Милкан Пилиповић
Милкан Пилиповић (Врточе, код Петровца, 1910 — Београд) био је учесник Народноослободилачке борбе, пуковник и носилац Партизанске споменице.

## Биографија
Милкан Пилиповић Зекановић рођен је 17. марта 1910. године у Врточу (заселак Реџин крај), код Петровца, од оца Луке Лукице и мајке Ђује Клепић из Врточа. Потиче из радничко-земљорадничке породице. Отац Лука био је радник, који је десетак година провео на раду у Америци. Милкан је одрастао у вишечланој породици, са оцем, мајком, два брата и четири сестре. До одласка на служење војног рока био је чобанин. На регрутацији је одабран за коњицу. Прије рата био је радник. До почетка Другог свјетског рата био је на раду у Француској, одакле се вратио у родно Врточе кад је рат почео. Био је ожењен Савком Галоња Којић из Врточа и са њом добио Чеду, Божу, Љубу и Млађена. Љубо и Млађен су као дјеца страдали у збјегу током рата.
По окупацији Југославије, Милкан се укључио у припреме оружаног устанка 27. јула 1941. Од првих дана учествовао је у устаничким и герилским акцијама.
О својим ратним искуствима писао је у зборницима сјећања Петровац у НОБ.
У рату је обављао више дужности. Почетком рата био је борац, а потом командир 1. вода врточке чете. Тад је код њега десетар био Лазо Радошевић. Након тога обављао је дужности командира чете и команданта батаљона.
Након рата служио је као официр у милицији. Пензионисан је у чину пуковника.
Више пута је одликован. Носилац је Партизанске споменице 1941.
Умро је у Београду, а сахрањен је на Топчидерском гробљу.